# Tutova (gmina)
Tutova – gmina w Rumunii, w okręgu Vaslui. Obejmuje miejscowości Bădeana, Ciortolom, Coroiu, Crivești, Tutova i Vizureni. W 2011 roku liczyła 3311 mieszkańców.